# 本多政材
本多 政材（ほんだ まさき、1889年（明治22年）5月17日 - 1964年（昭和39年）7月17日）は、日本の陸軍軍人。最終階級は陸軍中将。
陸士22期・陸大29期。長野県出身。父は公務員であったが、祖父より前は信濃国飯山藩本多家の一門で、家老職を務めた家柄であった。

## 略歴
- 1910年（明治43年）5月 陸軍士官学校卒業(第22期)
  - 12月 陸軍少尉に進級。近衛歩兵第4連隊付
- 1913年（大正2年）12月 陸軍中尉進級
- 1917年（大正6年）11月 陸軍大学校卒業(第29期)
- 1921年（大正10年）1月 フランス出張
  - 12月 フランス駐在
- 1925年（大正14年）8月 陸軍少佐進級
- 1928年（昭和4年） 8月 陸軍中佐進級
- 1933年（昭和8年）8月 陸軍大佐進級。歩兵第22連隊長
- 1937年（昭和12年）8月 陸軍少将進級。歩兵第2旅団長
- 1939年（昭和14年）10月 陸軍中将に進級
  - 12月 支那派遣軍総参謀副長
- 1940年（昭和15年）10月 第8師団長
- 1942年（昭和17年）6月 陸軍機甲本部長
- 1943年（昭和18年）3月 第20軍司令官
- 1944年（昭和19年）4月 第33軍司令官
- 1947年（昭和22年）8月 復員
  - 復員前の1947年5月に、タモエ日本人墓地に大東亜戦争陣歿英霊之碑を建立し、揮毫した。
- 1948年（昭和23年）1月 公職追放の仮指定を受ける[1]

## 私生活・逸話
- 妻との間に一男二女があった。
- 学者肌の人物で、陸軍内の派閥に属することはなく、軍内の派閥争いには無縁であった。
- 酒と釣りを愛し、75歳で病死するまで、終生酒を手放すことが無かった。釣りも好きで戦地でも同輩の笠原幸雄等を誘って釣りに出ていた。
- 部下も辟易するほど猥談好きで、愛妻家である阿南惟幾に「一穴居士」というあだ名を付けたのも本多であった。

## 栄典
位階
- 1911年（明治44年）3月10日 - 正八位[2]
- 1914年（大正3年）2月10日 - 従七位[3]
- 1919年（大正8年）3月20日 - 正七位[4]
- 1924年（大正13年）5月15日 - 従六位[5]
- 1937年（昭和12年）9月1日 - 正五位[6]

勲章
- 1940年（昭和15年）8月15日 - 紀元二千六百年祝典記念章[7]
- 勲一等旭日大綬章 - 1943年（昭和18年）2月9日
- 功二級金鵄勲章
- タイ王冠勲章ナイト・コマンダー - 1940年（昭和15年）4月22日[8]